# Lovro von Matačić
Lovro von Matačić (14 de fevereiro de 1899, Susak, Croácia - 4 de janeiro de 1985, Belgrado, então Iugoslávia) foi um maestro croata. Matačić foi membro do Coral de Meninos de Viena e estudou em Viena antes de ser mundialmente conhecido por conduzir na Alemanha e Iugoslávia. Ele foi muito associado com as músicas de Anton Bruckner e com inúmeras gravações de Ludwig van Beethoven e Giacomo Puccini.
Durante a Segunda Guerra Mundial, ele serviu no exército croata e foi maestro das Bandas Militares Independentes do Estado da Croácia. Depois da guerra ele foi sentenciado à morte pelos Comunistas Iugoslavos. Entretanto, sua esposa Lilika, que era judia, pediu assistência a um político judeu da Iugoslávia, Mosa Pijade, que interveio e libertou Lovro após um ano de aprisionamento.